# 남면초등학교 (경기)
남면초등학교는 대한민국 경기도 양주시 남면 신산리에 있는 공립 초등학교이다.

## 연혁
- 1921년 9월 28일 연천군 남면공립보통학교(4년제 4학급) 개교
- 1938년 4월 1일 남면공립심상소학교로 개칭[1]
- 1939년 4월 1일 6년제로 개편
- 1941년 4월 1일 남면공립국민학교로 개칭[2]
- 1963년 12월 10일 상수국민학교 분리
- 1966년 12월 15일 양덕국민학교 분리
- 1981년 3월 1일 병설유치원 개원
- 1996년 3월 1일 남면초등학교로 개칭[3]
- 2018년 3월 1일 제33대 박홍익 교장 취임
- 2019년 2월 15일 제95회 졸업식(17명)(8188명)
- 2019년 3월 1일 본교 11학급(특수 1, 유치원 1), 분교 7학급(특수 1) 인가
- 2020년 1월 17일 제96회 졸업식(17명)(8205명)
- 2020년 3월 1일 본교 10학급(특수 1, 유치원 1), 분교 7학급(특수 1) 인가

## 학교 상징
- 교화 - 개나리 : 가장 먼저 봄을 알려주는 꽃으로 화사하고 아름다운 어린이의 모습을 나타내며 희망을 상징함.
- 교목 - 소나무 : 늘 푸른 잎처럼 변함없는 모습과 푸른 꿈을 지닌 굳세고 성실한 성품과 역경을 이겨내는 강인함을 상징함.

## 참고 자료
- 양주남면초등학교 - 한국교육학술정보원 학교알리미